# Громадка
Громадка (пол. Gromadka, нім. Gremsdorf) — село в Польщі, у гміні Громадка Болеславецького повіту Нижньосілезького воєводства. Населення — 2029 осіб (2011).
У 1975-1998 роках село належало до Легницького воєводства.

## Демографія
Демографічна структура станом на 31 березня 2011 року:
|          | Загалом | Допрацездатний вік | Працездатний вік | Постпрацездатний вік |
| -------- | ------- | ------------------ | ---------------- | -------------------- |
| Чоловіки | 994     | 184                | 732              | 78                   |
| Жінки    | 1035    | 173                | 630              | 232                  |
| Разом    | 2029    | 357                | 1362             | 310                  |